# Rue Jean Robie
Pour les articles homonymes, voir Robie.
La rue Jean Robie est une rue à sens unique de la commune bruxelloise de Saint-Gilles qui est délimitée par la chaussée d'Alsemberg et la rue Alfred Cluysenaar. Elle est parallèle à l'avenue du Parc (au Nord) et à l'avenue des Villas (au Sud). Elle est liée à cette dernière par la rue Garibaldi.
Son nom rend hommage au peintre Jean Robie (Bruxelles, 1821-1910).

## Histoire
Son tracé fut ratifié par Arrêté Royal le 8 juillet 1902, puis modifié par Arrêté Royal le 20 décembre 1910.
Son nom rend hommage au peintre Jean Robie (Bruxelles, 1821-1910).

## Urbanisme
Les bâtiments sont presque tous des immeubles de rapport construits entre 1908 et 1929 (principalement aux alentours de 1910), de trois à cinq niveaux, à façade polychrome et à composition asymétrique. Leur architecture est soignée, dotée d'ornementations. On y trouve également des bâtiments à compositions symétrique (n°20, n° 75-77), des façades teintées d'art nouveau (n°7-9) ainsi qu'une unique maison de style néoclassique à composition symétrique (n°49).

## Sources
- Site internet officiel de la Région de Bruxelles-Capitale: http://www.irismonument.be/fr.Saint-Gilles.Rue_Jean_Robie.html